# Le Mené
Le Mené (bretonisch Ar Menez) ist eine französische Gemeinde in Form einer Commune nouvelle mit 6.420 Einwohnern (Stand 1. Januar 2022) im Département Côtes-d’Armor in der Region Bretagne. Sie gehört zum Arrondissement Saint-Brieuc und zum Kanton Plénée-Jugon.
Die Gemeinde entstand mit Wirkung vom 1. Januar 2016 aus der Fusion aller sieben Gemeinden des Gemeindeverbandes Communauté de communes du Mené. Diese ehemaligen Gemeinden waren Collinée, Langourla, Le Gouray, Plessala, Saint-Gilles-du-Mené, Saint-Gouéno und Saint-Jacut-du-Mené. Der Sitz der Gemeinde liegt im Ortsteil Collinée.

## Gemeindegliederung
| Ortsteil                     | ehemaliger INSEE-Code | Höhenlage (m) | Fläche (km²) | Einwohnerzahl (2016) |
| ---------------------------- | --------------------- | ------------- | ------------ | -------------------- |
| Collinée (Verwaltungssitz)00 | 22046                 | 163–305       | 07,06        | 0926                 |
| Le Gouray                    | 22066                 | 79–305        | 30,50        | 1269                 |
| Langourla                    | 22102                 | 127–218       | 21,41        | 0492                 |
| Plessala                     | 22191                 | 95–337        | 51,45        | 1818                 |
| Saint-Gilles-du-Mené         | 22292                 | 150–297       | 12,92        | 0474                 |
| Saint-Gouéno                 | 22297                 | 149–313       | 20,08        | 0698                 |
| Saint-Jacut-du-Mené          | 22303                 | 150–296       | 19,81        | 0748                 |

## Geografie
Le Mené liegt etwa 30 Kilometer südöstlich von Saint-Malo und rund 66 Kilometer westnordwestlich von Rennes in der Osthälfte des Départements Côtes-d’Armor. Im Gemeindegebiet entspringt der Fluss Arguenon, an der nordöstlichen Gemeindegrenze verläuft sein Zufluss Quiloury.

## Bevölkerung
Die hohe Geburtenrate führte trotz Abwanderung in die Städte zu einem starken Bevölkerungswachstum bis zum Beginn des Ersten Weltkriegs (1793–1911: +26,9 %). Im Ersten Weltkrieg fielen Hunderte Männer aus dem Ort. Dazu kam noch die Grippewelle von 1918. So sank die Einwohnerzahl in den zehn Jahren zwischen 1911 und 1921 um 1.384 Menschen (oder 12 %). Die Mechanisierung der Landwirtschaft förderte die Landflucht im 20. Jahrhundert. Die Zahl der Bewohner fiel bis in die neueste Zeit auf ein historisches Tief (1921–2006: −38 %).

### Bevölkerungsentwicklung für die gesamte Commune nouvelle
| Jahr                                                       | 1793  | 1911   | 1921   | 2006  | 2007  | 2008  | 2009  | 2010  | 2011  | 2012  | 2013  |
| ---------------------------------------------------------- | ----- | ------ | ------ | ----- | ----- | ----- | ----- | ----- | ----- | ----- | ----- |
| Einwohner                                                  | 9.115 | 11.563 | 10.179 | 6.309 | 6.322 | 6.354 | 6.386 | 6.442 | 6.454 | 6.453 | 6.431 |
| Quelle:Cassini und INSEE; Total der bisherigen 7 Gemeinden |       |        |        |       |       |       |       |       |       |       |       |

### Bevölkerungsentwicklung für die 7 Ortsteile
| Gemeinde                  | Einwohnerzahlen (Census) |       |       |       |       |       |       |       |       |       |       |
| Gemeinde                  | 1962                     | 1968  | 1975  | 1982  | 1990  | 1999  | 2006  | 2008  | 2011  | 2013  | 2016  |
| ------------------------- | ------------------------ | ----- | ----- | ----- | ----- | ----- | ----- | ----- | ----- | ----- | ----- |
| Collinée                  | 552                      | 619   | 722   | 758   | 894   | 938   | 930   | 927   | 921   | 921   | 926   |
| Le Gouray                 | 1.108                    | 1.068 | 988   | 932   | 944   | 939   | 1.072 | 1.140 | 1.234 | 1.263 | 1.269 |
| Langourla                 | 967                      | 895   | 765   | 690   | 631   | 609   | 627   | 579   | 531   | 522   | 492   |
| Plessala                  | 2.233                    | 2.071 | 2.055 | 1.979 | 1.882 | 1.821 | 1.822 | 1.852 | 1.897 | 1.834 | 1.818 |
| Saint-Gilles-du-Mené00    | 584                      | 561   | 531   | 519   | 503   | 473   | 485   | 478   | 474   | 468   | 474   |
| Saint-Gouéno              | 1.023                    | 901   | 831   | 751   | 721   | 640   | 649   | 652   | 669   | 689   | 698   |
| Saint-Jacut-du-Mené       | 746                      | 725   | 712   | 677   | 666   | 716   | 724   | 726   | 728   | 734   | 748   |
| Le Mené                   | 7.213                    | 6.840 | 6.604 | 6.306 | 6.241 | 6.136 | 6.309 | 6.354 | 6.454 | 6.431 | 6.425 |
| Quelle: Cassini und INSEE |                          |       |       |       |       |       |       |       |       |       |       |

Die (Gesamt-)Einwohnerzahlen der Gemeinde Le Mené wurden durch Addition der bis Ende 2015 selbständigen Gemeinden ermittelt.

## Sehenswürdigkeiten
Die zahlreichen Sehenswürdigkeiten sind unter den ehemaligen sieben Gemeinden aufgeführt.

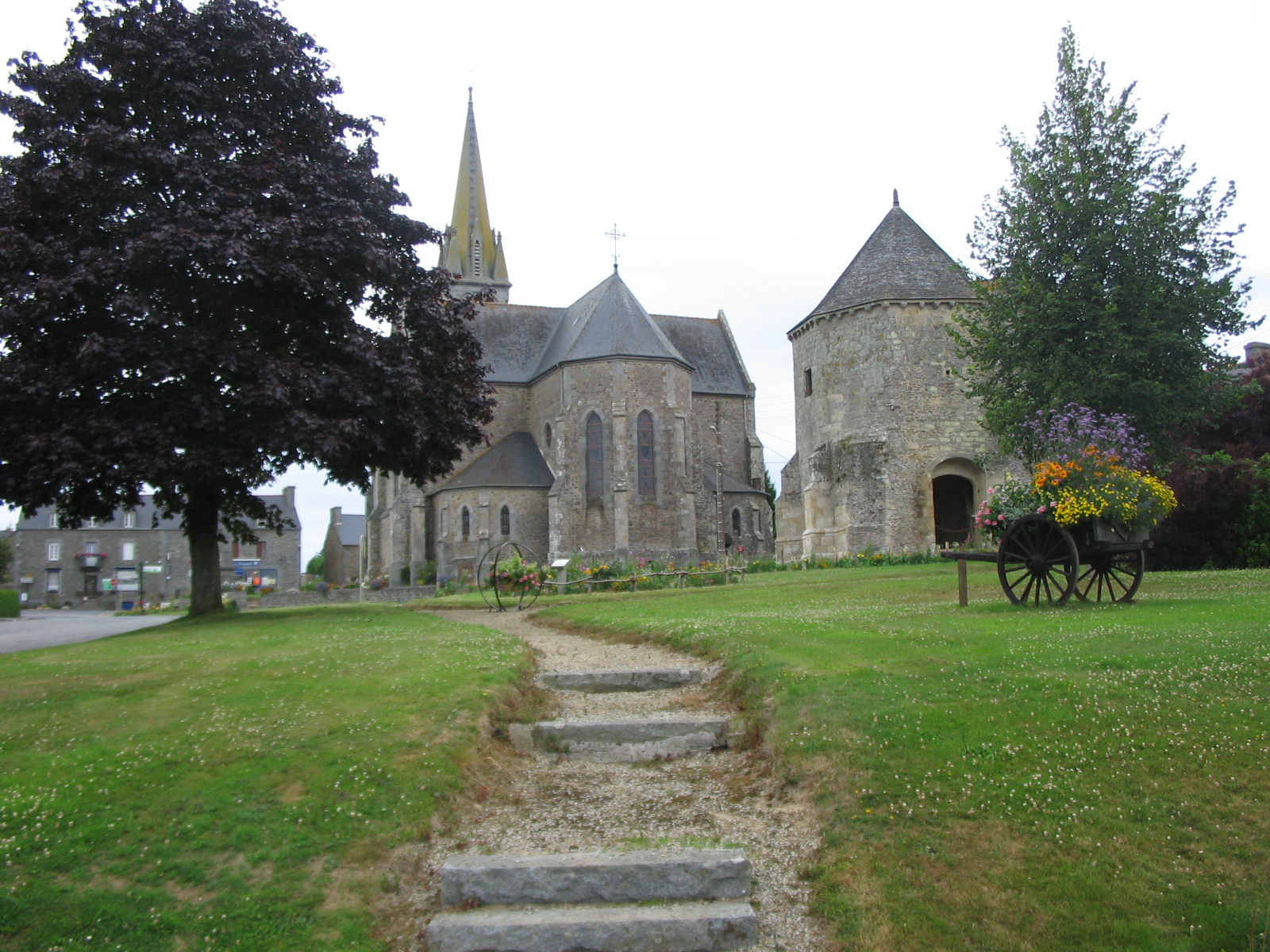
Kirche Saint-Pierre im Ortsteil Langourla